# Caroline Charlotte Townshend

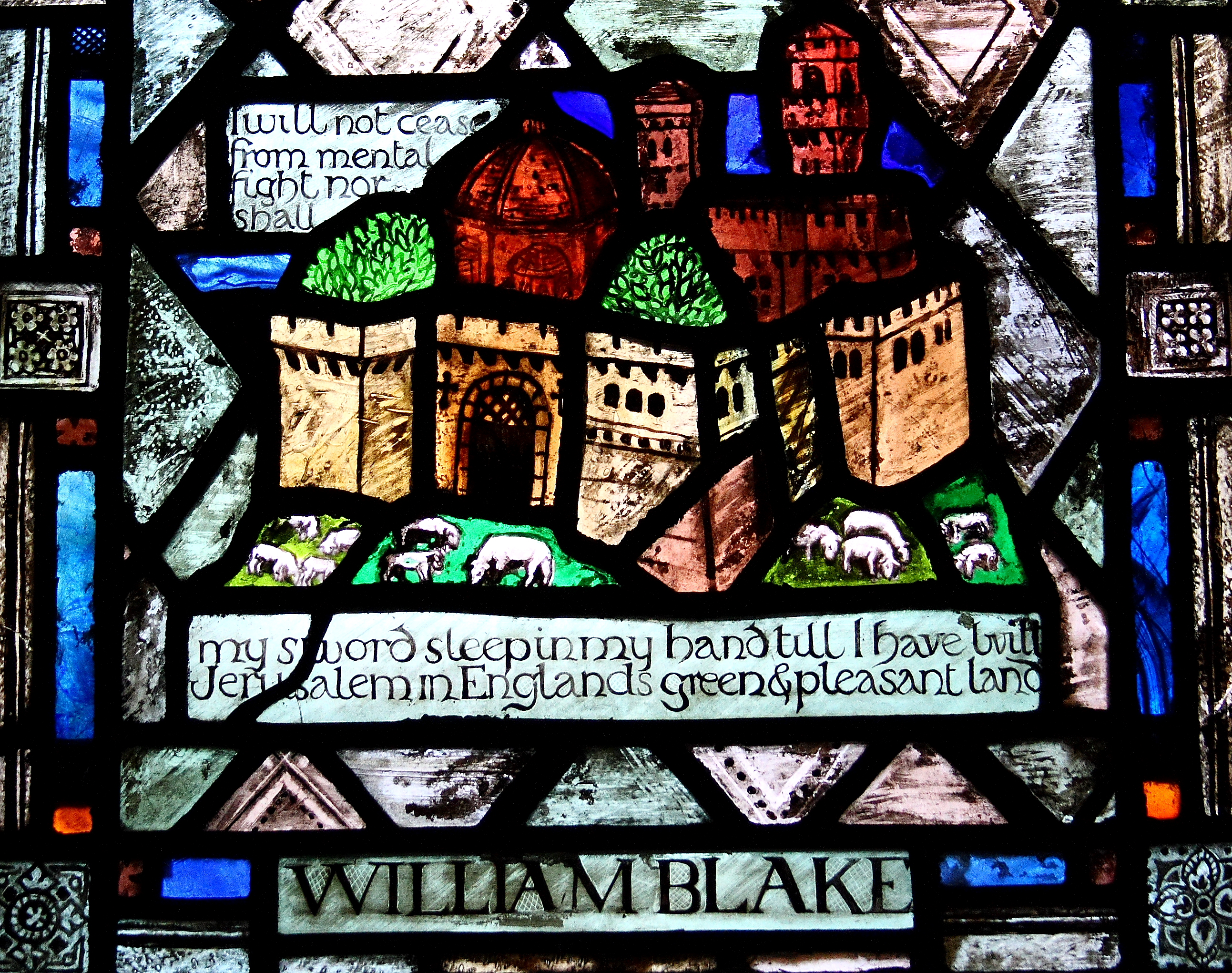
Detail des Allerheiligenfensters, St. Chad, Bensham, Gateshead, 1907 oder 1908

Caroline Charlotte Townshend (* 4. September 1878 in St Pancras, London; † 10. Juni 1944 in Pwllheli, Caernarvonshire) war eine britische Glasmalerin des Arts and Crafts Movements. Sie wurde an der Slade School of Fine Art und dem Central Saint Martins College of Art and Design ausgebildet, bevor sie eine Schülerin von Christopher Whall wurde. Sie entwarf und fertigte zahlreiche Glasfenster, insbesondere für Kirchen und Kathedralen, und gründete 1920 zusammen mit ihrer Schülerin und Auszubildenden Joan Howson die Glasmalerei-Firma Townshend and Howson. Sie verwendeten eine Doppelsignatur für ihre fertigen Werke. Wie ihre Mutter war sie eine Suffragette und Mitglied der Fabian Society.

## Leben
Caroline Charlotte Townshend wurde als viertes von fünf Kindern von Chambré (oder „Cambrey“) Corker Townshend und Emily Gibson geboren. Ihr Vater hatte eine Ausbildung als Architekt absolviert und war eine Zeit lang Assistent von George Edmund Street. Ihre Mutter, Emily Gibson, war die erste Bewerberin für das College for Women (heute Girton College) in Cambridge und studierte dort von 1869 bis 1872. Sie lernte ihren Mann durch Isabella Townshend kennen, eine Kommilitonin am College for Women. Gibson saß später wegen ihrer Aktivitäten als Suffragette im Holloway-Gefängnis, ebenso wie Rachel, ihre Tochter und Carolines Schwester.
Nach der Rückkehr ihrer Familie vom Kontinent, wo sie aus Kostengründen eine Zeitlang lebten, war Townsend Schülerin der Wycombe Abbey School. Nach einer Zeit als Studentin an der Slade School of Fine Art beschloss sie, sich in der Glasmalerei zu versuchen und bat 1901 Christopher Whall, sie als Schülerin aufzunehmen. Sie assistierte in seinem Atelier und besuchte bis 1903 seine Kurse an der Central Saint Martins College of Art and Design.
Im Jahr 1903 eröffnete sie ihr eigenes Atelier im Glass House in Fulham, im Südwesten Londons. Viele Glasmaler der Arts-and-Crafts-Bewegung hatten ihre Ateliers dort, darunter Mary Lowndes, Karl Parsons, Margaret Agnes Rope, M. E. Aldrich Rope, Theodora Salusbury, Arild Rosenkrantz, Wilhelmina Geddes, Rachel de Montmorency, Lilian Josephine Pocock, Hugh Arnold und Edward Liddall Armitage.
Im Glass House lernte sie 1913 Joan Howson kennen, eine Studentin der Liverpool School of Art, heute Teil der Liverpool John Moores University, die ihre Schülerin wurde. 1920 gründeten sie ihre Firma Townshend & Howson und signierten ihre Werke mit den Initialen von beiden („CCT“ und „JH“). Sie zogen in ein Haus nach Putney, die sie zu einem Atelier und einer Werkstatt umgebaut hatten, die sie auch mit der Glasmalerin M. E. Aldrich Rope teilten. Während der ersten Hälfte des Zweiten Weltkriegs kümmerte sie sich zusammen mit Howson und Rope um evakuierte Kinder in drei Krankenhäusern in Nordwales.
Sie war Mitglied der Fabian Society, einer demokratisch-sozialistischen Organisation, und kandidierte 1910 für die Labour Party für das Board of Guardians der Armenversorgung in Fulham, London. 1918 entwarf Townshend für die Fabian Society und für die Conservative and Unionist Women’s Franchise Association Banner.
Caroline Townshend starb während des Krieges 1944 in Pwllheli, Nordwales, und hinterließ Joan Howson etwas mehr als 30.000 Pfund. Howson benutzte den Namen der Partnerschaft nach Townshends Tod weiter.

## Werke (Auswahl)

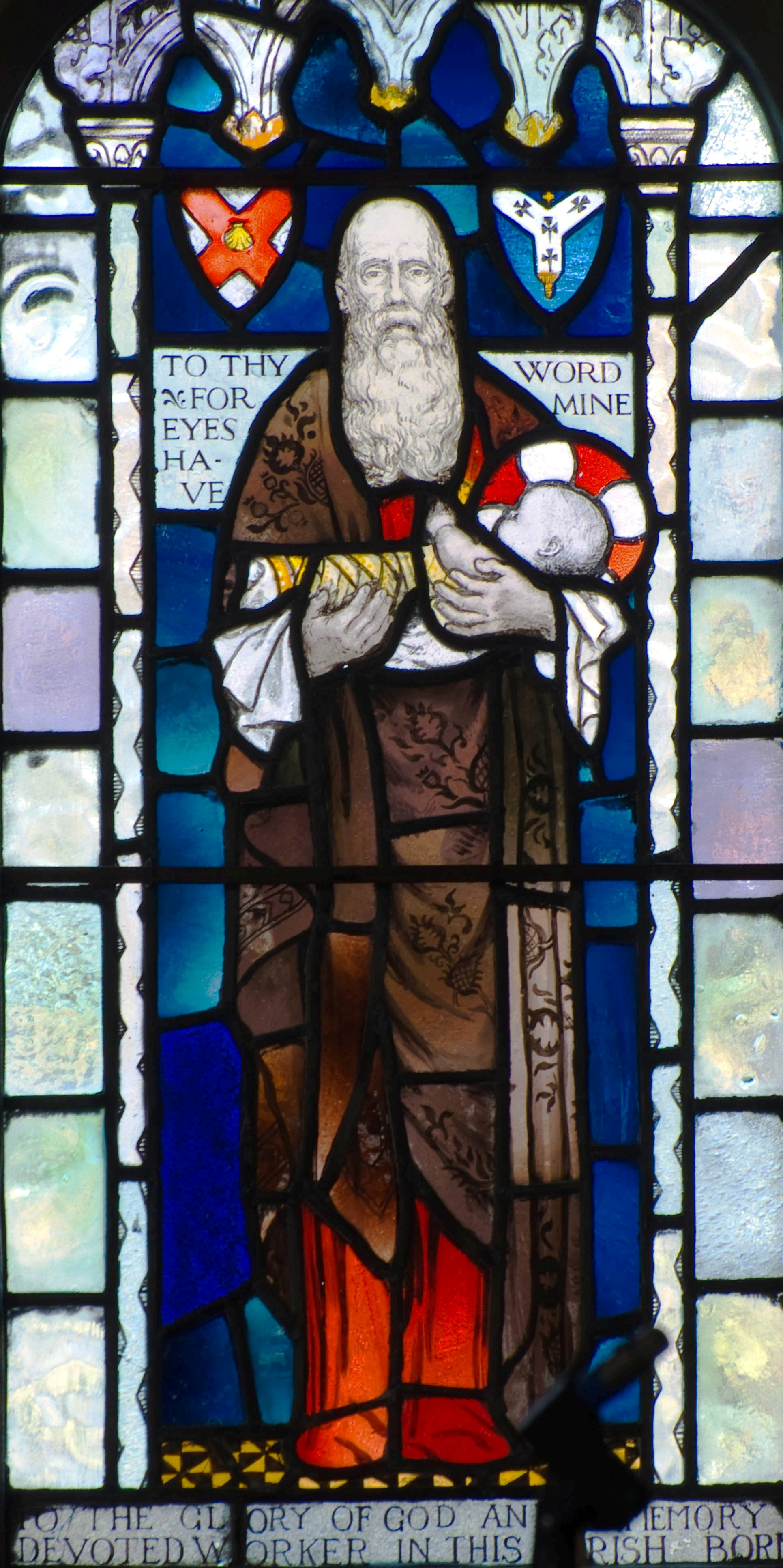
Mittleres Fenster aus der Darstellung des Herrn mit Jesus in den Armen von Simeon, 1904, Kirche St. Maria, Greenhithe, Kent

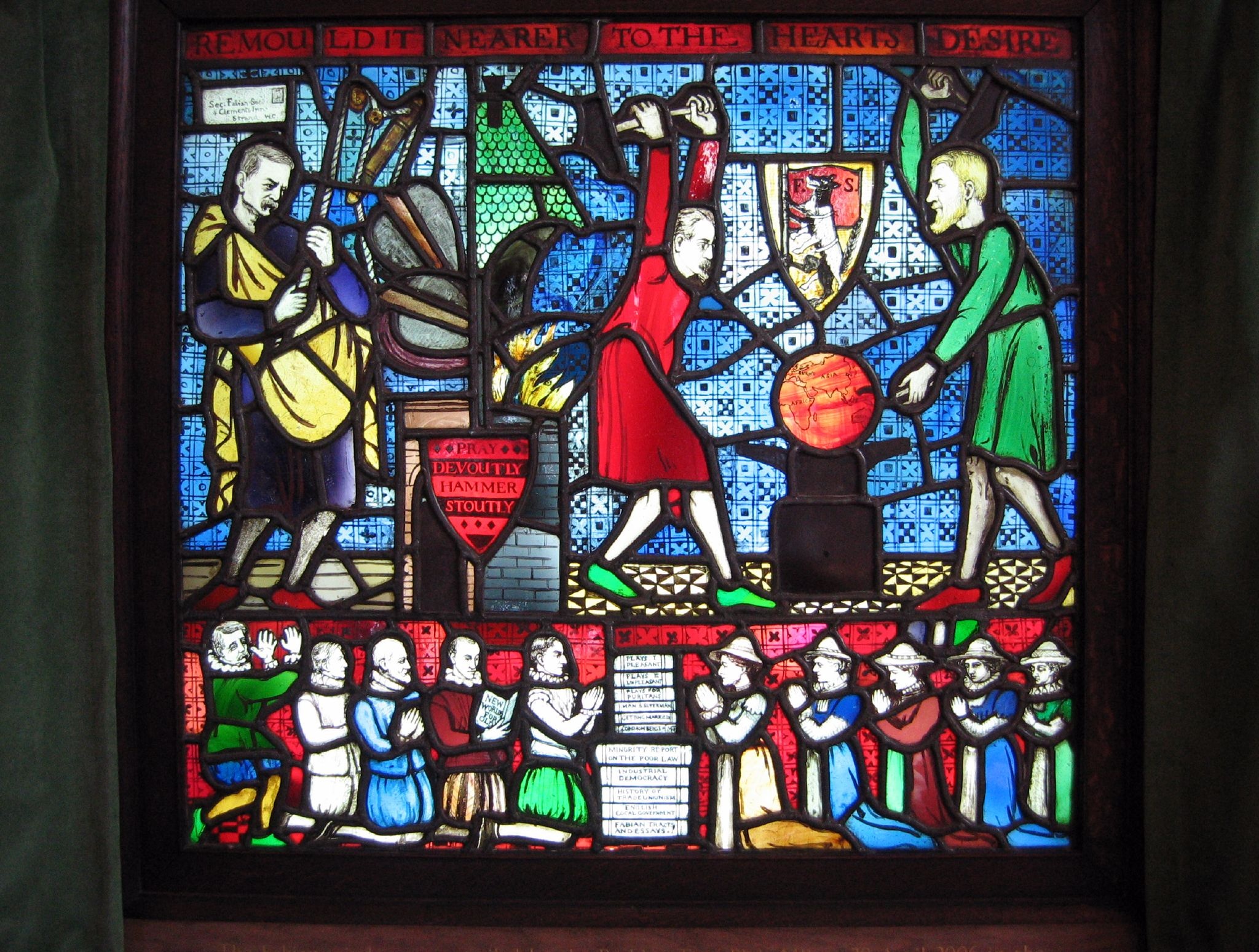
„Fabian-Fenster“, Edward R. Pease, Sidney Webb und andere Mitglieder der Fabian Society bauen eine „neue Welt“, 1910, LSE, London

Townshend schuf eine Vielzahl von Glasfenster, bis zur Gründung von Townshend and Howson 1920 alleine, danach mit Howson gemeinsam. Größere Werkverzeichnisse befinden sich im Katalog der Ausstellung Women Stained Glass Artists of the Arts and Crafts Movement aus dem Jahre 1985. Die folgenden Beispiele sind solche aus der Zeit vor 1920.
Townshends allererster Auftrag war 1903 für ein Fenster im nördlichen Seitenschiff der Kirche St. Maria Magdalena in Chulmleigh, Devon. Es stellt die Heiligen Cuthbert, Martin (der seinen Mantel mit einem Bettler vor Amiens teilt) und Bonifatius dar. 1904 schuf sie ein dreiteiliges Fenster im Nordschiff mit der Darstellung des Herrn für die 1855 errichtete Kirche St. Maria in Greenhithe, Kent, siehe Abbildung. Die Kirche St. Andreas in Aysgarth, Yorkshire besitzt ein zweiteiliges Fenster aus 1905 mit einer Fußwaschung und einer Kindersegnung durch Jesus.
Townshend vollendete 1907 in der Kathedrale von Newcastle upon Tyne, Northumberland, ein großes vierteiliges Fenster im nördlichen Chorschiff, das von Nikolaus Pevsner und Ian Richmond als an outstanding window [...] showing Northumbrian Saints and St Nicholas beschrieben wird. In der Kirche St. Chad in Bensham, Gateshead befindet sich in der Allerheiligenkapelle ein dreiteiliges Fenster aus dem Jahr 1907 oder 1908. In St. Bartolomäus in Ducklington, Oxfordshire sind mehrere Werke: Am östlichen Ende des südlichen Seitenschiffs der Kirche befindet sich ein dreiteiliges Fenster von 1908. Es zeigt Christus mit der Heiligen Cäcilia auf der einen und Dorkas auf der anderen Seite. Im südlichen Seitenschiff der Kirche befindet sich ein zweites Fenster von Townshend and Howson aus dem Jahr 1934. Es ist dreiteilig und zeigt im mittleren Fenster den Heiligen Hugo von Lincoln.
1910 verwirklichte Townsend zwei säkulare Fenster: Zum einen in den Exchange Buildings in Newcastle upon Tyne, zum anderen das sogenannte „Fabian-Fenster“, das seit 2006 in der Shaw Library der London School of Economics zu finden ist. Das Fenster wurde 1910 von Townshend nach einem Entwurf von George Bernard Shaw angefertigt. Das Fenster zeigt Edward R. Pease, Sidney Webb und andere Mitglieder der Fabian Society, die „beim Aufbau einer neuen Welt“ helfen. Es wird angenommen, dass es bis nach Townshends Tod in ihrem Atelier blieb. Im Jahr 1947 wurde es dem Beatrice Webb House des Webb Memorial Trust in der Nähe von Dorking übergeben, von wo es 1978 gestohlen wurde. Bald darauf tauchte es in Phoenix, Arizona, auf, verschwand dann aber wieder, und in den folgenden Jahren war der einzige Hinweis auf das Werk der von Townshend angefertigte Karton. Das Fenster wurde vom Webb Memorial Trust zurückgekauft, nachdem es im Juli 2005 bei Sotheby’s wieder aufgetaucht war. Die Website der LSE schreibt zum Entwurf als ein Beispiel für „Shawschen Witz“: „Die Figuren sind in Tudor-Kleidung gekleidet, um sich über Pease lustig zu machen, der offensichtlich alles Mittelalterliche liebte. Das Wappen der Fabian Society ist als Wolf im Schafspelz dargestellt. Der erste Mann, der auf der linken Seite kauert, ist H. G. Wells, der den anderen einen bösen Blick zuwirft. Ihm folgen der Manager Charles Charrington, Aylmer Maude (Übersetzer von Tolstois Krieg und Frieden), G. Stirling Taylor (der ein Buch, New Worlds for Old, liest) und der Zahnarzt F. Lawson Dodd. Die Frauen, von links nach rechts, sind Maud Pember Reeves (Mutter von Amber Reeves, die Wells 1909 eine Tochter gebar), Miss Hankin, die Suffragette Mabel Atkinson, Mrs. Boyd Dawson und, am Ende, die Künstlerin, die das Fenster gemacht hat, Caroline Townshend selbst.“ Es waren die Fabians, Beatrice und Sidney Webb, und George Bernard Shaw, die die LSE gründeten, in der das Werk heute untergebracht ist.
Townshend vollendete 1910–11ein vierteiliges Ostfenster in St. Cuthbert in Seascale, Cumbria, das die Jungfrau mit dem Kind und eine Majestas Domini darstellt, umgeben von verschiedenen Heiligen, darunter Jakobus der Große, Andreas und Jakobus der Kleinere. Außerdem stellte sie ein weiteres Fenster an der Nordseite der Kirche her.
Im Jahr 1914 besuchte der Bischof von Rockhampton England und wandte sich an verschiedene Künstler, um Glasmalereien für die St.-Pauls-Kathedrale in Auftrag zu geben. Er entschied sich für Townshend, die fünf Fenster für die Apsis der Kathedrale entwarf. Die drei zentralen Fenster wurden 1914 angefertigt und eingebaut. Sie stellen die Kreuzigung, Christus in Majestät und Pfingsten dar. Zwei weitere Fenster, die die Geburt Christi und die Anbetung des Lammes darstellen, wurden 1924 eingebaut.
Townshend and Howsen malten 1930 und 1933 Fenster für die Kirche St. Nectan in Hartland, Devon, und die dazu gehörende St. John's Chapel of Ease. Die Fenster wurden von Richard Pearse Chope und möglicherweise John Lane in Auftrag gegeben. Die Themen sind nicht religiöser Natur, sondern stellen die Geschichte von Hartland im Laufe der Jahre dar. In der Reihenfolge von Südosten nach Nordosten: Das Gytha-Fenster; das Wappenschildefenster; das William-Fenster; das Alfred-Fenster und das Artus-Fenster. Ein weiteres Werk sind drei kleine Rondelle im Fenster der Marienkapelle. In der Chapel of ease befindet sich ein Fenster mit der Darstellung des heiligen Augustinus und des heiligen Franziskus, das der Frau eines Herrn Wilton, dem Direktor der örtlichen Schule, gewidmet ist.